# Ali Mahamat
Sa Majesté Ali Mahamat est le monarque du Sultanat de Goulfey, une chefferie traditionnelle de 1er degré située au Logone-et-Chari dans la région de l'Extrême-Nord au Cameroun.

## Biographie
Ali Mahamat est à la tête du Sultanat de Goulfey depuis le 14 décembre 1947. Il est le successeur du Sultan Mahamat Ali Djagara qui a régné de 1937 à 1947. Ayant vu le jour vers 1935, il est l'époux de 4 femmes et le géniteur de 25 enfants. Il a 91 petits-fils et 54 arrière-petits-enfants. 

## Engagement politique
Le Sultan de Goulfey est un fidèle militant du Rassemblement démocratique du peuple camerounais (RDPC) depuis la création de ce parti en 1985. Il est membre titulaire du Comité central du parti et a assumé les responsabilités de 2ème adjoint au Maire de Makary et 1er adjoint au Maire de Goulfey.

## Commémoration des 75 ans de règne
En avril 2023, durant 3 jours, la communauté Goulfey et ses élites ont célébré la 75ème année de règne de Sa Majesté Ali Mahamat. Les 26, 27 et 28 avril ont été consacrés à commémorer les réalisations du leader traditionnel de Goulfey à travers diverses activités communautaires dont une opération de reboisement et la visite de sites touristiques. Cette longévité sur le trône lui concède le record du plus vieux souverain encore en vie au Cameroun.